# 마이클-제임스 올슨
마이클-제임스 올슨(Michael-James Olsen, 1994년 ~ )은 오스트레일리아의 배우이다.
하와이주에서 태어났다.

## 영화
- 크리스틴스 크리스마스 패스트 (2013년) - 18세 제이미 역
- 엑스맨 탄생: 울버린 (2009년) - 도그, 어린 크리드 역